# The Mask: The Animated Series
 For alternative betydninger, se The Mask. (Se også artikler, som begynder med The Mask)
The Mask: The Animated Series er en tegnefilmserie der bygger på filmen The Mask fra 1994 med Jim Carrey.
Serien startede i 1995, og der blev lavet 54 episoder, indtil serien sluttede i 1997.
Men det handler, som i filmen, om Stanley Ipkiss og hans magiske nordiske maske. Når han tager den på bliver han til en vild fyr med grønt hoved, som kan gøre alting og være alting. Men han er muligvis ikke den superhelt som du ønsker hjælp fra – da han helst gerne vil have det sjovt.
I Danmark blev serien til at starte med vist på TV Danmark og senere hen vist på Cartoon Network.
På engelsk stod Rob Paulsen bag Masken/Stanley Ipkiss og på dansk var det Peter Zhelder, der lagde stemme til hovedrollen. Hver episode varede ca. 30 minutter og var delt op i to afsnit.